# Водин (хутор)
Водин — хутор в Красносулинском районе Ростовской области.
Входит в состав Долотинского сельского поселения.

## География
Хутор расположен на реке Малая Гнилуша.

## Улица
Степная.

## Население
| 2010 |
| ---- |
| 21   |